# Pasta e fagioli (singolo)
Pasta e fagioli è una canzone del 1984 di Lino Toffolo che parodia, proponendo vari stereotipi, i tedeschi in vacanza in Italia. Il brano è una cover e reinterpretazione di Zuppa Romana del gruppo tedesco Schrott nach 8, canzone uscita l'anno precedente, che a sua volta parodiava la gastronomia italiana.